# Carles III de Savoia
Carles III de Savoia o Carles el Bo (Chazey, Ducat de Savoia, avui en dia part del departament francès d'Ain, 10 d'octubre de 1486 - Vercelli, 17 d'agost de 1553) fou el duc de Savoia entre 1504 i 1536, encara que la major part del seu ducat va estar ocupat pel Regne de França entre 1536 i la seva mort.

## Família
Era fill del duc Felip II de Savoia i Claudina de Brosse. Era net per línia paterna del duc Lluís I de Savoia i Anna de Lusignan i per línia materna de Joan I de Brosse i Nicole Châtillon. Fou germà, per part de pare, del també duc Filibert II de Savoia i oncle del rei Francesc I de França.
Es casà "per poders" el 26 de març i "en persona" el 8 d'abril de 1521 a la ciutat de Villefranche amb Beatriu de Portugal, filla del rei Manuel I de Portugal i Maria d'Aragó. D'aquesta unió nasqueren:
- Adrià Joan Amadeu de Savoia (1522-1523)
- Lluís de Savoia (1523-1536)
- Manuel Filibert de Savoia (1528-1580), duc de Savoia
- Caterina de Savoia (1529-1536)
- Maria de Savoia (1530-1531)
- Elisabet de Savoia (1532-1533)
- Manuel de Savoia (1533)
- Manuel de Savoia (1534)
- Joan Maria de Savoia (1537-1538)

## Ascens al tron ducal
Als 10 anys el seu pare inesperadament va succeir al seu renebot Carles II com a duc de Savoia, fent extensiva així mateix les seves reclamacions a les corones de Xipre, Jerusalem i Armènia, que posteriorment passarien a altres membres de la dinastia Savoia. A la mort del seu pare, ocorreguda el 1497, el ducat passà al seu germà Filibert II de Savoia, que al seu torn fou succeït per Carles III al morir sense descendents el 1504.
Carles va donar suport a la política de la Dinastia Habsburg a l'Europa Occidental, oposant-se al seu nebot Francesc I de França i sent partidari de les iniciatives de l'emperador Carles V del Sacre Imperi Romanogermànic. D'aquesta aliança es concretà el seu casament amb Beatriu de Portugal, neboda de Carles V. El 1514 renuncià al Comtat de Ginebra en favor del seu germà Felip de Savoia-Nemours.
En resposta als aldarulls entre catòlics i protestants a Ginebra, va llançar un atac sorpresa el juliol de 1534, però el seu exèrcit va ser rebutjat. Va intentar un segon setge l'octubre de 1535, però va ser derrotat de nou quan les tropes de Berna van auxiliar Ginebra. Carles es va aliar amb el bàndol dels Habsburg en la política occidental, enmig de la confrontació entre Francesc I de França i l'emperador Carles V. França va envair Savoia el 1536 i va retenir pràcticament totes les possessions de Carles. Derrotat, va passar la resta de la seva vida a l'exili, vivint de la caritat dels seus parents, si bé els últims anys de la seva vida va poder retornar als seus dominis. Va morir el 1553 a la població de Vercelli, situada avui en dia a la província italiana del mateix nom.